# Konstantínos Chrysógonos
Konstantínos Chrysógonos (grec moderne : Κωνσταντίνος «Κώστας» Χρυσόγονος), né le 27 juin 1961 à Serrès, est un homme politique grec, anciennement membre de SYRIZA.

## Biographie
Lors des élections européennes de 2014 il est élu au Parlement européen, où il siège au sein de la GUE/NGL. Il quitte SYRIZA en 2017.